# Architektura Wrocławia
Architektura Wrocławia kształtowała się od chwili założenia grodu i zaznaczyła swoje trwałe ślady w wizerunku architektonicznym miasta poprzez wszystkie style architektoniczne obowiązujące na przestrzeni wieków jak i przynależności do różnych organizmów państwowych i kulturowych.

## Romanizmdo XII w. igotykXIII w. do 1 ćw. XVI w.
W roku 985 na Ostrowie Tumskim powstał pierwszy gród wybudowany przez Mieszka I. W tym samym stylu wybudowany został kościół, późniejsza archikatedra św. Jana Chrzciciela oraz dwa klasztory: Benedyktynów na Ołbinie i Kanoników Regularnych na Piasku. Liczne zabudowania na wyspach ufundowane przez możnowładców i duchownych, nawiązywały do stylu pochodzącego znad Mozy i doliny Renu, oraz związane były ze sztuką włoską. Wysokim poziomem artystycznym wyróżniał się głównie kościół klasztorny na Ołbinie, o czym świadczyć mogą zachowane do dziś reliefy kamienne, oraz portal z rzeźbionymi tympanonem, jak i dwa pozostałe zachowane tympanony romańskie z kościoła NMP na Piasku i św. Michała na Ołbinie. Na początku XIII wieku wzniesiony został niewielki kościółek w stylu przejściowym romańsko-gotyckim, św. Idziego na Ostrowie Tumskim. W podobnym stylu powstawały pierwsze kościoły i kamienice miasta lokacyjnego.

### Zachowane zabytki z okresu romańskiego
- Kościół św. Idziego
- Portal z opactwa na Ołbinie

## GotykXIII w. do 1 ćw. XVI w.
- Ratusz
- Archikatedra wrocławska pod wezwaniem św. Jana Chrzciciela
- Kościół św. Marcina (dawna kaplica zamkowa św. Marii), budowniczy Wiland
- Kościół św. Krzyża (górny) i św. Bartłomieja (dolny), budowniczy Wiland
- Kościół św. Piotra i św. Pawła
- Katedra św. Marii Magdaleny (dawny kościół farny, obecnie katedra polskokatolicka)
- Kościół św. Elżbiety (dawny kościół farny, obecnie garnizonowy, bazylika mniejsza)
- Cerkiew Narodzenia Przenajświętszej Bogurodzicy (d. kościół św. Barbary) przy ul. św. Mikołaja (obecnie katedra prawosławna)
- Kościół NMP na Piasku (dawniej klasztorny kanoników regularnych)
- Kościół św. Wojciecha (klasztorny dominikanów)
- Kościół św. Macieja
- Katedra św. Wincentego i św. Jakuba (dawniej klasztorny franciszkanów, później norbertanów)
- Kościół św. Stanisława, św. Doroty i św. Wacława (dawniej klasztorny franciszkański)
- Kościół Bożego Ciała (dawniej klasztorny joannitów)
- Kościół i klasztor bernardynów (obecnie Muzeum Architektury)
- Kościół Urszulanek św. Klary i św. Jadwigi z Mauzoleum Piastów Śląskich
- Arsenał Miejski
- Baszta Niedźwiadka

## Renesans i manieryzmXVI w. do poł. XVII w.
- Kamienice zachodniej strony Rynku

## Barok i rokoko2 poł. XVII w. do poł. XVIII w.
- gmach Uniwersytetu
  - Aula Leopoldina Aula Leopoldina
  - Oratorium Muzyczne
- kościół Imienia Jezus (pojezuicki, obecnie uniwersytecki)
- gmach Ossolineum (zespół klasztorny Zakonu Szpitalników z Czerwoną Gwiazdą, Gimnazjum św. Macieja)
- kościół św. Antoniego z Padwy we Wrocławiu przy ul. św. Antoniego
- kościół dworski przy ul. Kazimierza Wielkiego

## Klasycyzmpoł. XVIII w. do 3 ćw. XIX w.
- gmach Opery Wrocławskiej, arch. Carl Ferdinand Langhans
- gmach Starej Giełdy przy pl. Solnym, arch. Carl Ferdinand Langhans
- Pałac Hatzfeldów przy ul. Wita Stwosza, arch. Carl Gotthard Langhans (istnieje częściowo)
- zamek królów pruskich, arch. Friedrich August Stüler (rozbudowa budowli barokowej)

## Historyzm i eklektyzm2 poł. XIX w.
- dworzec kolejowy Wrocław Główny, arch. Wilhelm Grapow
- dworzec kolejowy Wrocław Świebodzki
- dworzec kolejowy Wrocław Nadodrze, arch. Hermann Grapow
- Kościół św. Antoniego na Karłowicach
- Kościół Opieki św. Józefa na Ołbinie (dawniej św. Urszuli i Jedenastu Tysięcy Dziewic), arch. Carl Ferdinand Langhans
- kościół św. Michała Archanioła na Ołbinie, arch. Alexis Langer
- Kościół św. Elżbiety (Węgierskiej), arch. Josef Ebers
- Nowy Ratusz, arch. Friedrich August Stüler
- gmach Nowej Giełdy przy ul. Krupniczej (obecnie Hala Gwardii), arch. Karl Lüdecke
- most Grunwaldzki
- gmach Muzeum Narodowego
- dawny Landeshaus (1896), dziś budynek Naczelnej Organizacji Technicznej
- Hotel Monopol
- Wieża ciśnień Na Grobli, arch. Johann Christian Zimmermann
- Wieża ciśnień ul. Wiśniowa, arch. Karl Klimm i Richard Plüddemann
- gmach Szkoły Rzemiosł Budowlanych (obecnie Wydział Architektury PWr), arch. Karl Klimm i Richard Plüddemann
- Hala Targowa, arch. Richard Plüddemann i Heinrich Küster
- dawny areszt wojskowy ul. Drobnera

## Secesjapocz. XX w.
- Dom Handlowy Braci Barasch (dzisiejszy SDH „Feniks”)
- Siedziba Banku Przemysłowo- Handlowego, Rynek 1

## Modernizmdo lat 30 XX w.
- Hala Stulecia (Ludowa), arch. Max Berg
- Pergola, pawilon restauracji i Pawilon Czterech Kopuł, arch. Hans Poelzig
- budynek biurowo-handlowy przy ul. Ofiar Oświęcimskich, arch. Hans Poelzig
- wystawa mieszkaniowa WUWA
- Dom Towarowy Wertheim (obecnie Renoma), arch. Hermann Dernburg
- Apteka pod Murzynem (obecnie redakcja Gazety Wyborczej), arch. Adolf Rading
- Stadion Olimpijski, arch. Richard Konwiarz
- Miejska Kasa Oszczędności (obecnie Bank Zachodni WBK w Rynku), arch. Heinrich Rump (1930)
- Dom Handlowy Kameleon (dawniej: Kaufhaus Rudolf Petersdorff), arch. Erich Mendelsohn
- Urząd Pocztowy we Wrocławiu, arch. Lothar Neumann

## Styl narodowy III Rzeszy1933-1945
- gmach Urzędu Wojewódzkiego
- naziemne schrony obrony przeciwlotniczej, arch. Richard Konwiarz:
  - ul. Ładna
  - ul. Legnicka / pl. Strzegomski
  - ul. Słowiańska / ul. Ołbińska
  - ul. Grabiszyńska / ul. Stalowa

## Socrealizmdo 1956
- Kościuszkowska Dzielnica Mieszkaniowa (pl. Kościuszki i Arkady), arch. Roman Tunikowski
- Gmachy Politechniki przy pl. Grunwaldzkim, arch. Krystyna i Marian Barscy
- Iglica

## Powrót do tradycji modernizmu
- Mezonetowiec przy ul. H. Kołłątaja, arch. Jadwiga Grabowska-Hawrylak, Edmund Frąckiewicz, Maria Tawryczewska i Igor Tawryczewski
- Trzonolinowiec
- rotunda Panoramy Racławickiej, arch. Marek Dziekoński
- Wieżowce mieszkalne na pl. Grunwaldzkim, arch. Jadwiga Grabowska-Hawrylak
- Akademiki „Ołówek” i „Kredka”, arch. Krystyna i Marian Barscy
- Osiedle pod Jaworami

## Postmodernizmod lat 80 XX w.
- Dom towarowy Solpol, arch. Wojciech Jarząbek
- Renaissance Buisiness Center
- Biurowiec EFL
- Wratislavia Tower (kino Nowe Horyzonty), arch. Leszek Łękawa
- Hotel Radisson Blu
- Galeria Dominikańska, arch. Edward Lach
- Hotel HP Park Plaza, arch. Edward Lach
- Dom Handlowy Magdalena, arch. Edward Lach
- Kościół św. Ignacego Loyoli przy ul. Stysia wg projektu arch. Zenona Nasterskiego
- Sky Tower